# Konwersacja
Konwersacja (łac. conversatio 'częste przebywanie; obcowanie' od convertere 'obracać, zmieniać') – wymiana opinii, czyli jednego z rodzajów wyrażeń niebędących zdaniami w sensie logicznym. Wyrażenia te nie pretendują do miana uzasadnionych. Konwersacja nie polega na przekonaniu dyskutanta do swoich przekonań. 
Jeżeli strony konwersacji mają odmienne przekonania i rozpoczynają próby przekonywania do swoich poglądów, to konwersacja przemienia się w dyskusję.